# Lavonia
Lavonia is een plaats (city) in de Amerikaanse staat Georgia, en valt bestuurlijk gezien onder Franklin County.

## Demografie
Bij de volkstelling in 2000 werd het aantal inwoners vastgesteld op 1827.
In 2006 is het aantal inwoners door het United States Census Bureau geschat op 2012, een stijging van 185 (10,1%).

## Geografie
Volgens het United States Census Bureau beslaat de plaats een oppervlakte van
10,1 km², geheel bestaande uit land. Lavonia ligt op ongeveer 256 m boven zeeniveau.

## Plaatsen in de nabije omgeving
De onderstaande figuur toont nabijgelegen plaatsen in een straal van 16 km rond Lavonia.